# 1483
Năm 1483 là một năm trong lịch Julius.

## Sinh
- 22 tháng 12-Mạc Thái Tổ - Vua sáng lập Nhà Mạc tức ngày 23 tháng 11 năm Qúy Mão

## Mất
- 1 tháng 12 – Carlotta của Savoia, Vương hậu nước Pháp